# Павлюк Ярослав Олексійович
Яросла́в Олексі́йович Павлю́к  (*11 березня 1955, Буськ, Львівська область — †2 грудня 2008, Львів) — український письменник і журналіст.

## Життєпис
Його батько Павлюк Олексій Іванович працював пивоваром на Буському пивзаводі, мати Ірина Іванівна була дочкою скрипаля, працювала нянею в дитячому садку. 
Ярослав упродовж 1962—1972 рр. навчався у Буській середній школі (тепер Буська СШ №2). У класі був лідером, любив математику, займався спортом (легка атлетика, волейбол), брав участь в шкільному аматорському театральному гуртку. Від 7-го класу виявив схильність до літератури. 
По закінченні школи вступив на факультет автоматики Львівського політехнічного інституту (1972—1977), на спеціальність «автоматизовані системи управління». Продовжував професійно займатися легкою атлетикою (спринт), майстер спорту на дистанціях 60 і 100 метрів (1975). Вийшов на рівень олімпійської збірної, його запрошували до Москви, але відмовився, оскільки, як сам стверджував, не бажав зловживати допінгом. Був членом збірної УРСР з легкої атлетики з бігу на 100 метрів (1975—1979).
По закінченні 3-го курсу зрозумів, що помилився з вибором професії. Десь тоді написав першу новелу. У 1975 на змаганнях у Москві відкрив для себе поезію Грицька Чубая. З 1976 р. почав вести щоденник, записуючи особисті враження і спостереження. На останньому курсі навчання написав першу повість «Наталі» — за особистим визначенням, незрілу, дитячу прозу. В літературі, за власим визначенням, орієнтувався на творчість Григора Тютюнника, Миколи Гоголя, Тараса Шевченка, Олександра Пушкіна, Михайла Лермонтова. 
У 1977—1978 працював молодшим науковим співробітником АСУ науково-дослідного інституту метрології і стандартизації у Львові. 
Певний час був близьким до інтелектуального, переважно російськомовного, середовища, яке зосереджувалося у вітражній майстерні (бл. 1976-го містилася в художній майстерні Анатолія Чобітька (1952—2007) у Катівській вежі при Міському арсеналі, у 1980-их — у підвалі будинку на вул. Грабовського,14) і отримало неофіційну назву Львівська школа (лідери — Григорій Комський (н. 1950; від 1998 проживає у Гайдельберзі) та Ігор Клех, серед учасників — Кость Присяжний, Василь Польовий, Валерій Шаленко, Віктор Александренко (н. 1946), Леонід Швець (1949—1993), Сергій Фрухт (1950—2017), Юрій Соколов, Андрій Плахов, Дмитро «Казік» Кузовкін, Олександр Дитчук (1954—2009), Микола Яковина, Тарас Возняк, Ігор Подольчак). В цьому середовищі Ярослав Павлюк познайомився з художником-аматором Борисом Жданюком (1944—1977; програміст-кібернетик, походив з-під Рівного). 
Тоді ж вступив до Львівського університету на факультет журналістики, навчався заочно, закінчив 4 курси. Упродовж 1978—1985 рр. працював кореспондентом районної газети «Серп і молот» у місті Городку Львівської області. Друкувався в обласній та республіканській періодиці, журналі «Жовтень», альманасі «Вітрила».   
Певний час працював тренером з легкої атлетики. 
Член Спілки журналістів СРСР. 
У 1985—2006 рр. був директором Львівського міжобласного відділення Укрлітфонду. з цього приводу Юрій Винничук згодом писав: «...Коли нікому невідомий хлопець, який навіть ще не є письменником, раптом призначається на початку 80-тих директором Літфонду, то розумілося, що він людина з органів. Але це нам не заважало разом банячити.» (https://zbruc.eu/node/54454 [Архівовано 6 листопада 2016 у Wayback Machine.])
У 1987 р. на основі листування з першою дружиною написав повість «Осінь в раю» (опублікована в грудні 1988 р. в журналі «Жовтень». 
Дебютна прозова збірка «Фільмар» вийшла у 1989 році, до неї увійшли оповідання, повість у монологах та діалогах «Середній рівень», повість у листах «Осінь в раю», фантастична повість «Фільмар». Другою стала збірка коротких повістей «Ракурс» (1990), до якої включено повість «Голова Іоанна», роман «Гладіатор», фантастичну повість «Айлен» (продовження «Фільмара»). У 1993 році вийшла дитяча книжечка «Будиночок, у якому ніхто не спав». 
У 2000 р. вийшла збірка «Романи подружньої пари» у співавторстві з дружиною Ольгою Скоробагатько (дочка математика Віталія Скоробагатька), куди вміщено повість «Сад п'яних вишень: з міських настроїв», написану впродовж 1990—2000 рр., в якій змальовано Бориса Жданюка, роман «Нічний імператор» (створений 1996—1999 рр.), есе «Шевченкоманія». 
У 2005 р. надруковано збірку «Нічний імператор» (романи «Нічний імператор», «Гладіатор», повість «Сад п'яних вишень» та есе «Подвійне задзеркалля» (колишня «Шевченкоманія»)).
Був автором сценаріїв документальних фільмів «Бойківська церква» (1990), «Батурин» (1991) та «Глухів» (1991), 
У 2008 році за роман «Нічний імператор» удостоєний Всеукраїнської літературної премії імені Ірини Вільде. 
Підготував до друку книгу «Імперія на ім'я футбол», яку не встиг видати. 
Проживав у будинку на вулиці Гнатюка в центрі Львова. 
Помер у зв'язку із задавненою хворобою (рак печінки). Похований у Буську поряд із могилами батьків.

## Твори
- Осінь в раю (повість у листах) // зб. «Фільмар», К.:«Радянський письменник»,1989, С.192-248.
- Фільмар (1989; фантастична повість) // зб. «Фільмар», К.:«Радянський письменник»,1989, С.249-332.
- Гладіатор (роман) // зб. «Ракурс», Львів:«Каменяр»,1990; зб. «Нічний імператор», Львів:«Проман»,2005, С.145-246.
- Голова Іоанна (повість) // зб. «Ракурс», Львів:«Каменяр»,1990.
- Айлен (фантастична повість)// зб. «Ракурс», Львів:«Каменяр»,1990.
- Будиночок, у якому ніхто не спав (дитяча казка) (Київ:А-Ба-Ба-Га-Ла-Ма-Га,1993).
- Сад п'яних вишень (повість; 1990—2000)// зб.: «Романи подружньої пари», Львів:«Класика»,2000; зб. «Нічний імператор», Львів:«Проман»,2005, С.247-304.
- Нічний імператор (історичний роман; 1996—1999)// зб. «Романи подружньої пари», Львів:«Класика»,2000; зб. «Нічний імператор», Львів:«Проман»,2005, С.3-144.
- Подвійне заздеркалля (есе)// зб. «Романи подружньої пари», Львів:«Класика»,2000 (під назвою «Шевченкоманія»); зб. «Нічний імператор», Львів:«Проман»,2005, С.305-337.